# Raphaëlle Ybarra de Vilallonga
 Raphaëlle Ybarra de Vilallonga (Bilbao, 16 janvier 1843 - Bilbao, 23 février 1900) est une militante catholique espagnole, épouse et mère de famille, fondatrice des Sœurs des Saints Anges gardiens. Elle est vénérée comme bienheureuse par l'Église catholique et elle est commémorée le 23 février selon le Martyrologe romain. 

## Biographie
Elle est la fille de Gabriel María de Ybarra y Gutiérrez de Caviedes et de son épouse, née María del Rosario de Arámbarri y Mancebo, tous les deux issus de la haute société de Bilbao et profondément chrétiens.
Épouse d'un industriel fortuné de Bilbao d'origine sévillane (José de Vilallonga y Gipuló) et mère de famille de sept enfants, son dévouement aux enfants et aux malades de son quartier à Bilbao s'ajoutait à la réputation de femme au foyer exemplaire qu'on lui accordait dans le voisinage.   
Elle venait particulièrement en aide aux fillettes et jeunes filles de quartiers touchés par l'industrialisation et le relâchement des mœurs dû à la pauvreté et aux fléaux sociaux, et fonda des institutions en faveur de la protection et de la promotion de la femme. Animée d'une grande spiritualité, c'est avec l'accord de son époux en 1891 qu'elle s'engagea dans les vœux de religion, et consacra une grande partie de sa fortune à la fondation de l'association des Saints Anges gardiens, destinée à la formation et à l'enseignement des jeunes filles dans l'esprit chrétien. Le premier collège des Anges-Gardiens de Bilbao est construit en 1897 et inauguré le 24 mars 1899, comme maison-mère. Elle meurt le 23 février 1900 sans avoir vu son œuvre consolidée.  
En 2011, la congrégation comprend trente-cinq maisons en Espagne et en Amérique.

## Béatification et canonisation
- 1952 : introduction de la cause en béatification et canonisation.
- 16 mars 1970 : le pape Paul VI lui attribue le titre de vénérable.
- 30 septembre 1984 : béatification célébrée à Rome le pape Jean-Paul II[3].

Sa fête liturgique est fixée au 23 février.